# 塞拉利昂河

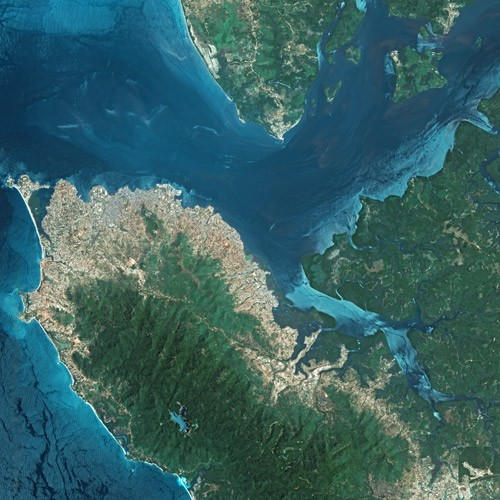

8°30′14″N 13°11′10″W / 8.504°N 13.186°W
塞拉利昂河（英語：Sierra Leone River），是塞拉利昂的河流，位於該國西部，河道全長40公里，流域面積2,950平方公里，首都洛科港處於河口處，河口地區被列入拉姆薩公約名錄。